# Reches Lavan
Reches Lavan (hebrejsky: רכס לבן, doslova Bílý hřbet) je vrch o nadmořské výšce cca 700 metrů v centrálním Izraeli, v pohoří Judské hory.
Nachází se cca 8 kilometrů jihozápadně od centra Jeruzaléma, na jižním okraji vesnice Ora. Má podobu prudkého srázu, který na jihu spadá do kaňonu vádí Nachal Refa'im, podél kterého vede železniční trať Tel Aviv-Jeruzalém (poblíž odtud je na ní železniční stanice Gan ha-chajot ha-tanachi). Na protější straně údolí již leží Západní břeh Jordánu. Na severovýchod odtud začíná již území města Jeruzalém s obytnými čtvrtěmi jako Giv'at Masu'a. Ve svahu nad údolím se nachází pramen Ejn Lavan (עין לבן) s dvěma nádržemi využívanými ke koupání. Reches Lavan tvoří jižní část hory Har Ora. Zároveň navazuje na souvislý pás hor lemujících údolí Nachal Refa'im. Západně odtud jsou to například Har Aminadav či Šluchat Kobi.